# San Felipe Cuapexco
San Felipe Cuapexco är en ort i Mexiko.   Den ligger i kommunen Cohuecan och delstaten Puebla, i den sydöstra delen av landet, 80 km sydost om huvudstaden Mexico City. San Felipe Cuapexco ligger 1 843 meter över havet och antalet invånare är 629.
Terrängen runt San Felipe Cuapexco är kuperad. Runt San Felipe Cuapexco är det ganska tätbefolkat, med 86 invånare per kvadratkilometer. Närmaste större samhälle är Yecapixtla, 18,2 km väster om San Felipe Cuapexco. I omgivningarna runt San Felipe Cuapexco växer huvudsakligen savannskog.